# ユエン・シャオティエン
ユエン・シャオティエン（袁 小田、1912年11月27日 - 1979年1月8日）は、1940年代戦後すぐより香港映画界で働き、初の武術指導として著名な人物。また俳優としても300本以上の映画に出演した。息子は同じく武術指導、映画監督として有名なユエン・ウーピン（袁和平）。

## 略歴・人物
1912年に北京で、北派少林拳を踏襲する京劇役者の家柄に生まれ、幼少より京劇と壇長北派の武術を学ぶ。21歳の頃より各地の京劇団を遍歴し、1937年25歳の時に香港に渡り、粤劇（えつげき、広東オペラ）の五大流派のひとつ、薛覚先の起こした「薛派」である覚先聲劇團に「武丑」（立ち回りを専門とする役）として入団。粤劇に北派の武術演出を取り入れる立役者の1人となった
。
その後、映画界に入り替身（スタントダブル）を経て1948年には『方世玉與苗翠花（原題）』で香港映画界初の武術指導となる。のちに關德興(クワン・タッヒン)主演のヒットカンフー映画、『黄飛鴻（ウォン・フェイホン）』シリーズなどを劉家良（ラウ・カーリョン）とその父劉湛（ラウ・ジャーン）らとともにつとめ
、
俳優としても数多くの武侠映画に出演。
曹達華（チョウ・ダーワー）主演の『如來神掌（原題）』での武術指導をはじめ60年代だけで200本もの映画に関わっている。
息子には袁和平（ユエン・ウーピン）を筆頭に、のちに「袁家班」（ユエン・アクションチーム）として、国内外を含め数多くのカンフー映画やアクション映画を世に送りこんだ、袁祥仁（ユエン・チョンヤン）、袁信義（ユエン・シュンイー）、袁振洋（ブランディ・ユエン）、袁日初（サイモン・ユエンJr.）、袁龍駒（ユエン・ロンクイ）らがおり、彼らの幼い頃から京劇と武術を教え込んだ。2014年に受けたインタビューでウーピンは、「父は威厳に満ち、我々は尊敬しまた恐れてもいました。当時は一人前にするために行う体罰が当り前でしたが、彼は徒弟を殴ったことはなくそれは他の人達たちにとって尊敬に値することだったのです」と父シャオティエンについて語っている。
1978年には、息子ユエン・ウーピンが監督した『スネーキーモンキー 蛇拳』や『ドランクモンキー 酔拳』に師匠役として出演、この2作品のヒットにより師匠役が当たり役となったシャオティエンは、再び多くのカンフー映画に出演することになる。1979年に死去する直前まで息子たちとともに映画製作に携わり、同年1月に肺癌のためこの世を去った。

## 主な武術指導作品
| - 方世玉與苗翠花 (1948) - 蠶蟲師爺 (1952) - 方世玉救洪熙官 (1956) - 梁紅玉擊鼓退金兵 (1956) - 新肉山藏妃己 (1958) - 風火送慈雲(上集) (1958) - 正德皇海角尋春 (1959) - 娘子軍封王 (1960) - 江湖三女俠(下集) (1960) - 女婷玉火海殲仇 (1961) - 鴛鴦刀(上集) (1961) - 鴛鴦刀(下集) (1961) - 雙劍盟(上集) (1962) - 火海勝字旗 (1962) - 火龍怒呑雙虎將 (1962) - 雙劍盟(大結局) (1962) - 清宮劍影錄(上集) (1963) - 火燒紅蓮寺(上集) (1963) - 火燒紅蓮寺(下集) (1963) - 清宮劍影錄(下集) (1963) - 如來神掌(上集) (1964) - 如來神掌(二集) (1964) - 如來神掌(三集) (1964) | - 如來神掌(四集) (1964) - 武當飛鳳(上集) (1964) - 武當飛鳳(下集) (1964) - 蕭聲震武林(上集) (1965) - 蕭聲震武林(下集) (1965) - 鬼谷神珠 (1965) - 南北雙雄 (1965) - 武林第一劍 (1965) - 趙飛燕 (1965) - 教子殺父皇 (1967) - 黃飛鴻威震五羊城 (1968) - 黃飛鴻拳王爭霸 (1968) - 神鞭俠 (1968) - 奪命刀 (1968) - 灰青三取珍珠旗 (1968) - 黃飛鴻肉搏黑霸王 (1968) - 黃飛鴻醉打八金剛 (1968) - 黃飛鴻虎鶴鬥五狼 (1969) - 狂龍 (1969) - 黃飛鴻巧奪鯊魚青 (1969) - 黃飛鴻勇破烈火陣 (1970) - 佛掌羅漢拳 (1980) - 一老一少一根釘 (1981) |

## 主な出演作品
- 大酔侠 （1966）
- 忠烈図 忠烈圖（1975）
- 少林寺拳法 ムサシ香港に現わる（1976）
- スネーキーモンキー 蛇拳 蛇形刀手（1977）
- マッドカンフー地獄拳（1977）
- 少林寺VS忍者（1978）
- 秘法 睡拳 睡拳怪招（1978）
- ドラゴンカンフー・水晶拳（1978）
- 少林寺三十六房 少林三十六房（1978）
- ドランクモンキー 酔拳 酔拳（1978）
- 女カンフー/魔柳拳 酔侠蘇乞兒 (1978)
- 南北酔拳（1978）
- ジャッキー・チェンの必殺鉄指拳 刀手怪招（1978）
- ドランクマスター 酒仙拳 酒仙十八跌（1979）
- ドラゴンカンフー・水晶拳 奇招 (1981)
- 酔殺拳スーパー・フィスト 盲拳鬼手 (1982)
- ウ・ミンサイの爆笑少林寺 潮洲笑漢 (1982)